# Морозов Сергій Юрійович
Сергій Юрійович Морозов (30 квітня 1950, Свердловськ — 22 жовтня 2021) — радянський футболіст, що грав на позиції півзахисника. По завершенні ігрової кар'єри — український футбольний тренер.
Виступав, зокрема, за клуб ЦСКА (Москва). Чемпіон СРСР у складі ворошиловградської «Зорі». Провів один матч за збірну СРСР. Майстер спорту СРСР (1972). Заслужений тренер України, заслужений працівник фізичної культури та спорту України.

## Клубна кар'єра
Народився у місті Свердловськ Ворошиловградської області (тепер Довжанськ Луганської області) (за іншими даними — у Києві). Грати у футбол розпочав у команді цивільного флоту. Перший тренер — Аркадій Миколайович Ларіонов. У чотирнадцятирічному віці був запрошений у спортивну школу київського «Динамо». В основну команду киян не потрапив через перелом ноги, отриманий в товариському матчі проти «Арарату».
1968 року перейшов у вінницький «Локомотив», а наступного року був запрошений Олегом Базилевичем в чернігівську «Десну», де провів один сезон. У першій половині сезону 1971 року виступав у кадіївському «Шахтарі».
1971 року перейшов у ворошиловградську «Зорю», разом з якою в сезоні 1972 року став чемпіоном країни.
1973 року отримав повістку в армію і з 1974 по 1977 рік виступав за московський ЦСКА. 1977 року через конфлікт з керівництвом команди, яке не відпускало гравця з команди, вирішив завершити кар'єру футболіста.

## Виступи за збірну
1972 року зіграв єдиний у кар'єрі матч за збірну СРСР. У цьому ж році був у числі кандидатів до збірної на чемпіонат Європи 1972, однак, через перелом ключиці до складу так і не потрапив.

## Кар'єра тренера
1978 року вступив у Вищу школу тренерів. В 1979–1980 роках працював помічником головного тренера в московському ЦСКА. В 1980—1985 тренував клуби ГРВН. 1986 року очолив смоленську «Іскру», разом з якою, 1987 року став переможцем першої зони, другої ліги СРСР.
В 1991—1992 очолював Динамо-Газовик.
1993 року був запрошений в китайську команду «Шоуган» разом з якою вийшов до першої ліги. 1994 року тренував «Шеньян».
У квітні 1995 року очолив вінницьку «Ниву». У сезоні 1995/96 дійшов з клубом до фіналу Кубка України. Це дало право клубу вперше в історії виступати в єврокубках — Кубку володарів кубків, де команда спочатку перемогла естонський «Садам» (1:2, 1:0), а в 1/16 поступилася швейцарському «Сьйону» (0:2, 0:4)
У першій половині 1997 року (до червня) був головним тренером туркменської Ніси, але в липні повернувся до України, де очолив ЦСКА (Київ), але пропрацював лише півсезону.
З другої половини сезону 1998/99 — головний тренер клубу другої ліги «Борисфен», де пропрацював до кінця 1999 року, після чого покинув Бориспіль.
У листопаді 1999 року очолив «Прикарпаття», але втриматися з клубом у вищій лізі не зумів — команда лише за додатковими показниками поступалася сімферопольській «Таврії». У липні 2000 року здобув з клубом 2 перемоги в першій лізі, проте незабаром залишив команду.
Із серпня 2000 до червня 2001 року був головним тренером «Ворскли». Клуб при ньому зайняв 12-е місце у вищій лізі чемпіонату України, останнє, яке дозволяє зберегти прописку в еліті.
Останнім місцем тренерської роботи був клуб «Дніпро» (Черкаси), команду якого Сергій Морозов очолював як головний тренер з 2005 до 2007 року.
З вересня 2008 по жовтень 2021 — футбольний аналітик каналів «Україна» та «Футбол»..
Помер 22 жовтня 2021 року внаслідок ускладнень від коронавірусної хвороби.

## Статистика виступів

### Статистика виступів за збірну
| Дата       | Місто     | Господарі | Результат | Гості | Турнір                      | Голи | Примітки |
| ---------- | --------- | --------- | --------- | ----- | --------------------------- | ---- | -------- |
| 29/06/1972 | Сан-Паулу | Уругвай   | 0 – 1     | СРСР  | Кубок незалежності Бразилії | -    | 46'      |
| Усього     |           | Матчів    | 1         |       | Голів                       | 0    |          |